# Поглиблена і всеохопна зона вільної торгівлі між Україною та ЄС
Поглиблена і всеохопна зона вільної торгівлі (ПВЗВТ; англ. Deep and Comprehensive Free Trade Area (DCFTA)) — це широкомасштабна за змістом торговельна угода між Україною та Європейським Союзом, частина Угоди про асоціацію, яка спрямована на зменшення й скасування тарифів, які застосовуються сторонами щодо товарів, лібералізацію доступу до ринку послуг, а також на приведення українських правил і регламентів, що стосуються бізнесу, у відповідність правилам і регламентам ЄС з метою забезпечення вільного руху товарів і послуг між двома сторонами та взаємного недискримінаційного ставлення до компаній, товарів і послуг на території України та ЄС.
Угода про зону вільної торгівлі України з ЄС набула чинності з 1 січня 2016 року. З метою інформування українських підприємців про те, що допоможе їм у розвитку власного бізнесу на європейських ринках, Представництво Європейського Союзу в Україні запустило у соціальних мережах новий проєкт UopenEU. Це додатковий інформаційний ресурс про новації та можливості, що з'являться в українського бізнесу після вступу в дію DCFTA.
Аналогічні зони вільної торгівлі діють між ЄС та Грузією і Молдовою.

## Загальна характеристика
Положення Угоди вміщені в розділ IV Угоди про асоціацію між Україною та ЄС. Цей розділ має назву «Торгівля і питання пов'язані з торгівлею» і складає 2/3 від усього обсягу основної (без додатків і протоколів) частини Угоди (156 із 245 сторінок).
ЗВТ передбачає лібералізацію торгівлі як товарами, так і послугами, лібералізацію руху капіталів і до певної міри — руху робочої сили.
Відмінною рисою ЗВТ Україна-ЄС є комплексна програма адаптації регуляторних норм у сферах, пов'язаних з торгівлею, до відповідних стандартів ЄС. Це дозволить значною мірою усунути нетарифні (технічні) бар'єри у торгівлі між Україною і ЄС та забезпечити розширений доступ до внутрішнього ринку ЄС для українських експортерів і навпаки — європейських експортерів до українського ринку. Таким чином поглиблена і всеохопна ЗВТ має забезпечити поступову інтеграцію економіки України до внутрішнього ринку ЄС.
Цей розділ охоплює такі основні сфери:
- торгівля товарами, в тому числі технічні бар'єри в торгівлі;
- інструменти торговельного захисту;
- санітарні й фітосанітарні заходи;
- сприяння торгівлі й співробітництво в митній сфері;
- адміністративне співробітництво в митній сфері;
- правила походження товарів;
- торговельні відносини в енергетичній сфері;
- послуги, заснування компаній та інвестиції;
- визнання кваліфікації;
- рух капіталів і платежів;
- конкурентна політика (антимонопольні заходи й державна допомога);
- права інтелектуальної власності, в тому числі географічні зазначення;
- державні закупівлі
- торгівля і сталий розвиток;
- транспарентність;
- врегулювання суперечок.

Згідно з положеннями угоди про ПВЗВТ українська система технічного регулювання промислової продукції має стати ідентичною до європейської, що означає необхідність приведення всієї нормативно-правової бази у відповідність до норм ЄС і прийняття ідентичних обов'язкових технічних регламентів для обраних категорій продукції і, в майбутньому, підтримання регуляторної ідентичності шляхом прийняття всіх змін, що будуть законодавчо запроваджені в ЄС.

## Структура
Розділ IV Угоди про асоціацію містить 15 глав і 3 протоколи
1. Глава 1. Національний режим і доступ товарів на ринки. Статті 25–39
2. Глава 2. Засоби захисту торгівлі. Статті 40–52
3. Глава 3. Технічні бар'єри у торгівлі. Статті 53–58
4. Глава 4. Санітарні й фітосанітарні заходи. Статті 59–74
5. Глава 5. Митні питання і сприяння торгівлі. Статті 75–84

### Додатки до Розділу IV Угоди
| Номер додатку   | Розділ | Глави | Назва |
| --------------- | ------ | ----- | --- |
| I-A             | IV     | 1     | Скасування мит |
| Доповнення A    | IV     |       | Індикативна сукупність тарифних квот для імпорту в Європейський Союз |
| Доповнення B    | IV     |       | Індикативна сукупність тарифних квот для імпорту в Україну |
| Додаток I-B     | IV     | 1     | Додаткові умови для торгівлі одягом, що використовувався |
| Додаток I-C     | IV     | 1     | Графік скасування вивізного (експортного) мита |
| Додаток I-D     | IV     | 1     | Спеціальні заходи для вивізного (експортного) мита |
| Додаток II      | IV     | 2     | Захисні заходи щодо легкових автомобілів |
| Додаток III     | IV     | 3     | Список законодавства для адаптації із зазначенням термінів для його здійснення |
| Додаток IV      | IV     | 4     | |
| Додаток IV-A    | IV     | 4     | Сфера дії |
| Додаток IV-B    | IV     | 4     | Стандарти утримання та поводження з тваринами |
| Додаток IV-C    | IV     | 4     | Інші заходи, які охоплюються цією главою |
| Додаток IV D    | IV     | 4     | Заходи, які мають бути включені після наближення законодавства |
| Додаток V       | IV     | 4     | Всеохоплююча стратегія імплементації Глави IV (санітарні та фітосанітарні заходи) |
| Додаток VI-A    | IV     | 4     | Хвороби тварин та аквакультур, що підлягають повідомленню, щодо яких визнається статус сторін, і щодо яких можуть застосовуватися рішення про регіоналізацію                               |
| Додаток VI-B    | IV     | 4     | Визнання статусу шкідливих організмів, вільних та захищених зон |
| Додаток VII     | IV     | 4     | Регіоналізація/зонування, вільні території та захищені зони |
| Додаток VIII    | IV     | 4     | Попереднє схвалення потужностей |
| Додаток IX      | IV     | 4     | Процес визначення еквівалентності |
| Додаток X       | IV     | 4     | Керівні принципи для проведення перевірок |
| Додаток XI      | IV     | 4     | Перевірки імпорту та оплата перевірок |
| Додаток XII     | IV     | 4     | Сертифікація |
| Додаток XIII    | IV     | 4     | Невирішені питання |
| Додаток XIV     | IV     | 4     | Компартменталізація |
| Додаток XV      | IV     | 5     | Наближення митного законодавства |
| Додаток XVI     | IV     | 6     | Перелік застережень щодо заснування; перелік зобов'язань щодо транскордонного постачання послуг; перелік застережень щодо постачальників послуг за контрактами та незалежних професіоналів |
| Додаток XVI-A   | IV     | 6     | Застереження ЄС щодо заснування |
| Додаток XVI-B   | IV     | 6     | Перелік зобов'язань щодо транскордонних послуг |
| Додаток XVI-C   | IV     | 6     | Застереження щодо по стачальників послуг за контрактами і незалежних професіоналів (Сторона ЄС)                                                                                            |
| Додаток XVI-D   | IV     | 6     | Застереження України щодо заснування |
| Додаток XVI E   | IV     | 6     | Зобов'язання України щодо транскордонних послуг |
| Додаток XVI F   | IV     | 6     | Застереження щодо постачальників послуг за контрактами і незалежних професіоналів застереження щодо постачальників послуг за контрактами і незалежних професіоналів (українська сторона)   |
| Додаток XVII    | IV     |       | Нормативно правове наближення |
| Доповнення XVII | IV     |       | Горизонтальні адаптації та правила процедури |
| Доповнення XVII | IV     |       | Правила, що застосовуються до фінансових послуг |
| Доповнення XVII | IV     |       | Правила, що застосовуються до телекомунікаційних послуг |
| Доповнення XVII | IV     |       | Правила, що застосовуються до поштових та кур'єрських послуг |
| Доповнення XVI  | IV     |       | Правила, що застосовуються до міжнародного морського транспорту |
| Доповнення XVII | IV     |       | Положення щодо моніторингу |
| Додаток XVIII   | IV     | 6     | Центри запитів |
| Додаток XIX     | IV     | 6     | Індикативний перелік Сторони ЄС відповідних ринків продуктів та послуг, що мають бути проаналізовані відповідно до статті 116 цієї угоди                                                   |
| Додаток XX      | IV     | 6     | Індикативний перелік України відповідних ринків, що мають бути проаналізовані відповідно до статті 116 цієї угоди                                                                          |
| Додаток XXI     | IV     | 8     | Державні закупівлі |
| Додаток XXI A   | IV     | 8     | Графік інституційних реформ, адаптації законодавства та надання доступу до ринку |
| Додаток XXI B   | IV     | 8     | Базові елементи Директиви 2004/18/ЄС (етап 2) |
| Додаток XXI C   | IV     | 8     | Базові елементи Директиви 89/665/ЄЕС зі змінами, внесеними Директивою 2007/66/ЄС (етап 2)                                                                                                  |
| Додаток XXI D   | IV     | 8     | Базові елементи Директиви 2004/17/ЄС (етап 3) |
| Додаток XXI E   | IV     | 8     | Базові елементи Директиви 92/13/ЄЕС зі змінами, внесеними Директивою 2007/66/ЄС (етап 3)                                                                                                   |
| Додаток XXI F   | IV     | 8     | Інші необов'язкові елементи Директиви 2004/18/ЄС (етап 4) |
| Додаток XXI G   | IV     | 8     | Інші обов'язкові елементи Директиви 2004/18/ЄС (етап 4) |
| Додаток XXI H   | IV     | 8     | Інші елементи Директиви 89/665/ЄЕС із змінами, внесеними Директивою No 2007/66/ЄС (етап 4)                                                                                                 |
| Додаток XXI     | IV     | 8     | Інші необов'язкові елементи Директиви 2004/17/ЄС (етап 5) |
| Додаток XXI J   | IV     | 8     | Інші елементи Директиви No 92/13/ЄЕС із змінами, внесеними Директивою No 2007/66/ЄС (етап 5)                                                                                               |
| Додаток XXI K   | IV     | 8     | Положення Директиви No 2004/18/ЄС поза межами процесу адаптації законодавства |
| Додаток XXI L   | IV     | 8     | Положення Директиви No 2004/17/ЄС поза межами процесу адаптації законодавства |
| Додаток XXI M   | IV     | 8     | Положення Директиви No 89/665/ЄЕС зі змінами, внесеними Директивою No 2007/66/ЄС (поза межами процесу адаптації законодавства)                                                             |
| Додаток XXI N   | IV     | 8     | Положення Директиви No 92/13/ЄЕС зі змінами, внесеними Директивою No 2007/66/ЄС (поза межами процесу адаптації законодавства)                                                              |
| Додаток XXI O   | IV     | 8     | Індикативний перелік питань для співробітництва |
| Додаток XXI Р   | IV     | 8     | Пороги |
| Додаток XXII A  | IV     | 9     | Географічні зазначення — Законодавство сторін та елементи реєстрації і контролю |
| Додаток XXII B  | IV     | 9     | Географічні зазначення — Критерії, що повинні бути включені до процедури заперечення для продуктів, які згадуються у статтях 202(3) і 202(4) цієї Угоди                                    |
| Додаток XXII C  | IV     | 9     | Географічні зазначення сільськогосподарської продукції і продуктів харчування, згадані у статті 202 (3) цієї Угоди                                                                         |
| Додаток XXII D  | IV     | 9     | Географічні зазначення вин, ароматизованих вин та алкогольних напоїв, на які є посилання у статтях 202(3) і 202(4) цієї Угоди                                                              |
| Декларація      | IV     |       | Спільна декларація щодо права використання певних назв |
| Декларація      | IV     |       | Спільна декларація щодо назви «Кагор» |
| Додаток XXIII   | IV     | 10    | Глосарій термінів |
| Додаток XXIV    | IV     | 14    | Процесуальні норми врегулювання спорів |
| Додаток XXV     | IV     | 15    | Кодекс поведінки членів арбітражної комісії і медіаторів |

### Протоколи
1. Протокол I. Протокол щодо визначення концепції «товарів, що походять з певної країни» і методів адміністративного співробітництва
2. Протокол II. Протокол про взаємну адміністративну допомогу в митних справах
3. Протокол III. Протокол про Рамкову угоду між Україною та ЄС та про Загальні Принципи участі України в Програмах Союзу